# Stillwell Lake
Der Stillwell Lake ist ein 3 km langer und 2 km breiter See im ostantarktischen Kempland. Er liegt rund 3 km nordöstlich des Kemp Peak und ist der größte See in den Stillwell Hills. Er fließt an seinem östlichen Ende über einen kurzen Fluss in die Stefansson Bay ab.
Das Antarctic Names Committee of Australia benannte ihn 1992 in Anlehnung an die Benennung der Stillwell Hills. Deren Namensgeber ist der australische Geologe Frank Leslie Stillwell (1888–1963), Teilnehmer an der Australasiatischen Antarktisexpedition (1911–1914) des australischen Polarforschers Douglas Mawson.